# اندیس کوه کلات
کوه کلات یک اندیس فلزی است که در حوالی شهر کهنوج استان کرمان قرار دارد و مادهٔ معدنی موجود در آن، مس است.  